# Curtis Clark (Musiker)
Curtis Clark (* 23. April 1950 in Chicago) ist ein US-amerikanischer Jazzpianist, der viele Jahre in der niederländischen Jazzszene aktiv war.
Clark studierte in Los Angeles Musiktheorie und Komposition am California Institute of the Arts in Valencia, bevor er nach New York City zog. Dort spielte er ab Beginn der 1970er-Jahre u. a. mit Julian Priester, Prince Lasha, David Murray, Billy Bang und Charles Tyler. 1979 wurde im Amsterdamer Bimhuis sein Soloalbum New York City Wildlife mitgeschnitten. Er arbeitete in Amsterdam auch mit eigenen Formationen, wie dem Curtis Clark 5tet und einem Quintett mit Andy Sheppard, Ernst Glerum, Ernst Reijseger, John Tchicai und Louis Moholo, mit dem er um 1988 die beiden Alben Letter to South Africa und Live at the Bimhuis einspielte. In den 1990er- und 2000er-Jahren spielte er außerdem mit Han Bennink, Dennis González, Tristan Honsinger und Tobias Delius. Im Bereich des Jazz war er zwischen 1971 und 2009 an 36 Aufnahmesessions beteiligt.

## Diskographische Hinweise
- Dedications – Live at Jazz Unité (Free Lance 1981)
- Curtis Clark / Sonship Theus / Roberto Miranda Phantasmagoria (Nimbus, 1984)
- Amsterdam Sunshine (1984), mit Ernst Glerum, Michael Moore, Clarence Becton
- Dreams Deferred (Nimbus West Records, 1993, ed. 2005), mit Tristan Honsinger, Wayne Dockery, Louis Moholo, Tobias Delius, Sean Bergin, Felicity Provan
- Curtis Clark 5tet: Make Believe (BV Haast Records, 2000)
- Han Bennink / Curtis Clark / Ernst Glerum: Home Safely (Favorite, 2004)
- Taagi (NoBusiness Records), mit Aaron Gonzalez, Stefan Gonzalez (2009)